# Torneo Apertura 2023 (Honduras)
El Torneo Apertura 2023 (también llamado Liga Betcris de Apertura 2023, por motivos de patrocinio), es la 84.ª edición de la Liga Nacional de Honduras, siendo el primer torneo de la Temporada 2023-24. Comenzó a disputarse el 28 de julio y culminará en diciembre de 2023.

## Sistema de competición

### Fase de clasificación
En la fase de clasificación se observará el sistema de puntos. La ubicación en la tabla general está sujeta a lo siguiente:
- Por juego ganado se obtendrán tres puntos.
- Por juego empatado se obtendrá un punto.
- Por juego perdido no se otorgan puntos.

El campeonato se jugará con un sistema de «Todos contra Todos» entre los diez equipos participantes. Los partidos estarán definidos en 18 jornadas, y al finalizar las mismas los primeros dos lugares clasificarán de manera automática a las semifinales, mientras que los equipos que ocuparon el 3°, 4°, 5° y 6° puesto tendrán que jugar la «Liguilla final» (repechajes) en partidos de ida y vuelta; el resto de los equipos quedará sin ninguna opción a pelear por el título.

### Fase final
La fase final se definirá por las siguientes etapas:
- Repechajes
- Semifinales
- Final

A las semifinales clasificarán los dos equipos vencedores de la «Liguilla final» y los antes clasificados de manera directa. Cada uno de estos cuatro equipos se enfrentarán en dos partidos (ida y vuelta) y el que logre anotar el mayor número de goles obtendrá un cupo en la «Gran Final». De existir empate en el número de goles anotados, la clasificación se definirá a través del Reglamento, es decir, el equipo que haya terminado en mejor posición en la tabla general del Apertura 2023.
Disputarán el título de Campeón del Torneo de Apertura 2023 los dos clubes vencedores de la fase semifinal correspondiente, reubicándolos del uno al dos, de acuerdo a su mejor posición en la Tabla de Clasificación al término de la jornada 18.

## Información de los equipos

### Ascenso y descenso
| Pos | a la Liga Nacional |
| --- | ------------------ |
| 1º  | Génesis            |

| Pos | a la Liga de Ascenso |
| --- | -------------------- |
| 10º | Honduras Progreso    |

### Equipos participantes
| Equipo        | Ciudad                        | Entrenador        | Capitán          | Estadio                  | Capacidad | Fundación | Indumentaria    | Patrocinador       | Televisora        |
| ------------- | ----------------------------- | ----------------- | ---------------- | ------------------------ | --------- | --------- | --------------- | ------------------ | ----------------- |
| Génesis       | Comayagua, Comayagua          | Reynaldo Tilguath | Franco Güity     | Carlos Miranda           | 10.000    | 2018      | Huriver         | Melaminas Génesis  | TVC               |
| Marathón      | San Pedro Sula, Cortés        | Salomón Nazar     | Clayvin Zúniga   | Yankel Rosenthal         | 15.500    | 1925      | Joma            | JVC                | TVC y Tigo Sports |
| Motagua       | Tegucigalpa, Distrito Central | Diego Vázquez     | Marcelo Pereira  | Chelato Uclés            | 34.000    | 1928      | Joma            | Pepsi              | TVC y Tigo Sports |
| Olancho       | Juticalpa, Olancho            | Mauro De Giobbi   | Óscar Almendárez | Juan Ramón Brevé         | 20.000    | 2016      | Maca Sportswear | Banco de Occidente | TVC y Tigo Sports |
| Olimpia       | Tegucigalpa, Distrito Central | Pedro Troglio     | Jerry Bengtson   | Chelato Uclés            | 34.000    | 1912      | Umbro           | Banco Atlántida    | TVC y Tigo Sports |
| Real España   | San Pedro Sula, Cortés        | Miguel Falero     | Jhow Benavídez   | Morazán                  | 18.000    | 1929      | Kelme           | Papa John's        | TVC y Tigo Sports |
| Real Sociedad | Tocoa, Colón                  | Jhon Jairo López  | Rony Martínez    | Francisco Martínez Durón | 6.000     | 1988      | Gocas Sport     | Molineros's        | TVC y Tigo Sports |
| UPNFM         | Tegucigalpa, Distrito Central | Ramón Maradiaga   | Lesvin Medina    | Chelato Uclés            | 34.000    | 2010      | Huriver         | Super Ópticas      | Tigo Sports y TVC |
| Victoria      | La Ceiba, Atlántida           | Hernán Medina     | José Velásquez   | Ceibeño                  | 18.000    | 1935      | Gocas Sport     | Banco de Occidente | Tigo Sports y TVC |
| Vida          | La Ceiba, Atlántida           | Héctor Vargas     | Marcelo Canales  | Ceibeño                  | 18.000    | 1940      | Nova Sport      | Tigo               | Tigo Sports       |

### Equipos por zona geográfica
| Génesis Motagua Olimpia Real Sociedad Real España Marathón Vida Victoria Olancho UPNFM \| Departamento \| N.º \| Equipos \| \| ----------------- \| --- \| ------------------------------ \| \| Cortés \| 2 \| Marathón y Real España \| \| Francisco Morazán \| 3 \| Motagua, Olimpia y Lobos UPNFM \| \| Comayagua \| 1 \| Génesis \| \| Atlántida \| 2 \| Vida y Victoria \| \| Colón \| 1 \| Real Sociedad \| \| Olancho \| 1 \| Olancho \| |     |                                |
| Departamento | N.º | Equipos                        |
| Cortés | 2   | Marathón y Real España         |
| Francisco Morazán | 3   | Motagua, Olimpia y Lobos UPNFM |
| Comayagua | 1   | Génesis                        |
| Atlántida | 2   | Vida y Victoria                |
| Colón | 1   | Real Sociedad                  |
| Olancho | 1   | Olancho                        |

### Cambios de entrenadores
| Equipo        | Entrenador saliente  | Jornadas | Nuevo entrenador     | Jornadas |
| ------------- | -------------------- | -------- | -------------------- | -------- |
| Real Sociedad | Mauro Reyes          | Pre.     | Ramón Maradiaga      | Pre.     |
| Victoria      | Raúl Martínez        | Pre.     | Hernán Medina        | Pre.     |
| Vida          | Raúl Cáceres         | Pre.     | Héctor Vargas        | Pre.     |
| Real Sociedad | Ramón Maradiaga      | Pre.     | Jhon Jairo López     | Pre.     |
| Olancho       | Humberto Rivera      | 1 - 5    | Wilson Molina (int.) | 6 -      |
| Real España   | Julio Rodríguez      | 1 - 5    | José Valladares      | 6 -      |
| Olancho       | Wilson Molina (int.) | 6        | Mauro De Giobbi      | 7 -      |
| Motagua       | Ninrod Medina        | 1 - 6    | César Vigevani       | 7 -      |
| Real España   | José Valladares      | 6 - 12   | Miguel Falero        | 13 -     |
| Lobos UPNFM   | Héctor Castellón     | 1 - 12   | Ramón Maradiaga      | 13 -     |
| Motagua       | César Vigevani       | 7 - 18   | Diego Vázquez        | Rep. -   |

### Jugadores extranjeros
| Equipo        | Jugador 1        | Jugador 2       | Jugador 3          | Jugador 4      |
| ------------- | ---------------- | --------------- | ------------------ | -------------- |
| Génesis       | Juan Diego Lasso | Stiven Dávila   | Roberto Moreira    | Marco Morales  |
| Marathón      | César Samudio    | Sebastián Gorga | Nicolás Royón      | Bandera de ?   |
| Motagua       | Agustín Auzmendi | Lucas Campana   | Bandera de ?       | Bandera de ?   |
| Olimpia       | Yustin Arboleda  | Yan Maciel      | Gabriel Araújo     |                |
| Olancho       | Azmahar Ariano   | Fabricio Silva  | Pablo Soda         | Rodrigo Faust  |
| Real España   | Rai Villa        | Ramiro Rocca    | Juan Vieyra        | Michael Pérez  |
| Real Sociedad | Luis Ortiz       | Álvaro Torres   | Jefferson Sánchez  | Bandera de ?   |
| UPNFM         |                  |                 |                    |                |
| Victoria      | Gaspar Triverio  | Luis Hurtado    | Julani Archibald   | Bandera de ?   |
| Vida          | Matías Quinteros | Brian Visser    | Jonathan Bornstein | Gabriel Tellas |

1. ↑  El equipo tiene como política contratar solamente jugadores nacionales.

#### Jugadores extranjeros por nacionalidad
| País                   | Jugadores |
| ---------------------- | --------- |
| Argentina              | 10        |
| Colombia               | 6         |
| Uruguay                | 4         |
| Panamá                 | 2         |
| Brasil                 | 2         |
| México                 | 2         |
| Chile                  | 1         |
| Estados Unidos         | 1         |
| Paraguay               | 1         |
| San Cristóbal y Nieves | 1         |
| Total                  | 30        |

## Estadios
| |                                                                                  | |
| |                                                                                  | |
| Estadio Nacional Chelato Uclés Ciudad: Tegucigalpa Capacidad: 35 000 Clubes: Olimpia, Motagua y Lobos UPNFM | Estadio Juan Ramón Brevé Ciudad: Juticalpa Capacidad: 24 000 Club: Olancho FC    | Estadio Francisco Morazán Ciudad: San Pedro Sula Capacidad: 22 000 Club: Real España                   |
| |                                                                                  | |
| Estadio Ceibeño Ciudad: La Ceiba Capacidad: 18 500 Clubes: Vida y Victoria                                  | Estadio Yankel Rosenthal Ciudad: San Pedro Sula Capacidad: 15 000 Club: Marathon | Estadio Francisco Martínez Ciudad: Tocoa Capacidad: 7 000 Club: Real Sociedad                          |
| |                                                                                  | |
| Estadio Carlos Miranda Ciudad: Comayagua Capacidad: 10 000 Club: Génesis                                    | Estadio Emilio Williams Ciudad: Choluteca Capacidad: 8 000 Club: Lobos UPNFM     | Estadio Olímpico Metropolitano Ciudad: San Pedro Sula Capacidad: 37 325 Clubes: Marathón y Real España |

## Fase de clasificación

### Clasificación
| Pos. | Equipo        | Pts. | PJ | G  | E | P  | GF | GC | Dif. |  |
| ---- | ------------- | ---- | -- | -- | - | -- | -- | -- | ---- |  |
| 1    | Olimpia       | 48   | 18 | 15 | 3 | 0  | 48 | 14 | +34  |  |
| 2    | Marathón      | 32   | 18 | 10 | 2 | 6  | 23 | 21 | +2   |  |
| 3    | Motagua       | 29   | 18 | 8  | 5 | 5  | 32 | 22 | +10  |  |
| 4    | Génesis       | 23   | 18 | 6  | 5 | 7  | 23 | 24 | −1   |  |
| 5    | Real Sociedad | 22   | 18 | 5  | 7 | 6  | 17 | 19 | −2   |  |
| 6    | Olancho       | 21   | 18 | 5  | 6 | 7  | 16 | 19 | −3   |  |
| 7    | Real España   | 21   | 18 | 6  | 3 | 9  | 26 | 32 | −6   |  |
| 8    | Vida          | 20   | 18 | 5  | 5 | 8  | 26 | 35 | −9   |  |
| 9    | Victoria      | 17   | 18 | 4  | 5 | 9  | 23 | 30 | −7   |  |
| 10   | UPNFM         | 15   | 18 | 4  | 3 | 11 | 20 | 38 | −18  |  |

Actualizado a los partidos jugados el 25 de noviembre de 2023.
 Fuente: Liga Betcris
|  | Clasifica a semifinales. |
|  | Clasifica a repechaje.   |
|  | Último lugar.            |

### Evolución de clasificación
| Equipo / Jornada | 1        | 2         | 3        | 4        | 5        | 6        | 7        | 8        | 9        | 10       | 11        | 12        | 13        | 14        | 15       | 16   | 17   | 18   |
| ---------------- | -------- | --------- | -------- | -------- | -------- | -------- | -------- | -------- | -------- | -------- | --------- | --------- | --------- | --------- | -------- | ---- | ---- | ---- |
| Génesis          | 5.° (-1) | 7.° (-1)  | 5.°      | 7.°      | 2.°      | 2.°      | 3.°      | 2.°      | 4.°      | 4.°      | 5.°       | 3.°       | 3.°       | 3.°       | 4.°      | 4.°  | 4.°  | 4.°  |
| Marathón         | 10.°     | 4.°       | 7.°      | 5.°      | 4.°      | 6.°      | 5.°      | 6.°      | 5.°      | 7.°      | 7.°       | 5.°       | 4.°       | 2.°       | 2.°      | 3.°  | 3.°  | 2.°  |
| Motagua          | 3.°      | 6.°       | 4.°      | 4.°      | 6.°      | 5.°      | 4.°      | 4.°      | 2.°      | 2.° (-1) | 2.° (-1)  | 2.° (-1)  | 2.° (-1)  | 4.° (-1)  | 3.° (-1) | 2.°  | 2.°  | 3.°  |
| Olancho          | 2.°      | 2.°       | 1.°      | 3.° (-1) | 3.° (-1) | 4.° (-1) | 6.° (-1) | 5.° (-1) | 6.° (-1) | 3.° (-1) | 6.° (-1)  | 7.°       | 7.°       | 6.°       | 5.°      | 5.°  | 6.°  | 6.°  |
| Olimpia          | 6.° (-1) | 3.° (-1)  | 2.° (-1) | 1.° (-1) | 1.° (-1) | 1.° (-1) | 1.° (-1) | 1.° (-1) | 1.° (-1) | 1.° (-1) | 1.° (-1)  | 1.°       | 1.°       | 1.°       | 1.°      | 1.°  | 1.°  | 1.°  |
| Real España      | 1.°      | 5.°       | 3.°      | 6.°      | 8.°      | 8.°      | 9.°      | 9.°      | 8.°      | 8.°      | 9.°       | 8.°       | 8.°       | 8.°       | 8.°      | 8.°  | 7.°  | 7.°  |
| Real Sociedad    | 7.° (-1) | 9.° (-1)  | 8.° (-1) | 8.°      | 7.°      | 3.°      | 2.°      | 3.°      | 3.°      | 5.°      | 3.°       | 4.°       | 5.°       | 5.°       | 6.°      | 7.°  | 5.°  | 5.°  |
| UPNFM            | 4.°      | 1.°       | 6.°      | 2.°      | 5.°      | 7.°      | 7.°      | 8.°      | 9.°      | 9.° (-1) | 10.° (-1) | 10.° (-1) | 10.° (-1) | 10.° (-1) | 9.° (-1) | 9.°  | 9.°  | 10.° |
| Victoria         | 9.°      | 8.°       | 9.°      | 9.°      | 10.°     | 9.°      | 10.°     | 10.°     | 10.°     | 10.°     | 8.°       | 9.°       | 9.°       | 9.°       | 10.°     | 10.° | 10.° | 9.°  |
| Vida             | 8.° (-1) | 10.° (-1) | 10.°     | 10.°     | 9.°      | 10.°     | 8.°      | 7.°      | 7.°      | 6.°      | 4.°       | 6.°       | 6.°       | 7.°       | 7.°      | 6.°  | 8.°  | 8.°  |

## Resultados
| Jornada 1          | Jornada 1 | Jornada 1 | Jornada 1          | Jornada 1    | Jornada 1 | Jornada 1 | Jornada 1 | Jornada 1 | Jornada 1 |
| Local              | Resultado | Visitante | Estadio            | Fecha        | Hora      | TV        |           |           |           |
| ------------------ | --------- | --------- | ------------------ | ------------ | --------- | --------- | --------- | --------- | --------- |
| Olancho            | 1 - 0     | Marathón  | Juan Ramón Brevé   | 28 de julio  | 18:00     |           |           |           |           |
| Real España        | 3 - 2     | Victoria  | Olímpico           | 28 de julio  | 20:00     |           |           |           |           |
| Motagua            | 1 - 1     | UPNFM     | Chelato Uclés      | 30 de julio  | 16:00     |           |           |           |           |
| Vida               | 2 - 4     | Génesis   | Ceibeño            | 9 de agosto  | 19:00     |           |           |           |           |
| Real Sociedad      | 3 - 3     | Olimpia   | Francisco Martínez | 16 de agosto | 18:00     |           |           |           |           |
| Total de goles: 20 |           |           |                    |              |           |           |           |           |           |

| Jornada 2          | Jornada 2 | Jornada 2     | Jornada 2        | Jornada 2   | Jornada 2 | Jornada 2 | Jornada 2 | Jornada 2 | Jornada 2 |
| Local              | Resultado | Visitante     | Estadio          | Fecha       | Hora      | TV        |           |           |           |
| ------------------ | --------- | ------------- | ---------------- | ----------- | --------- | --------- | --------- | --------- | --------- |
| Victoria           | 1 - 1     | Olancho       | Ceibeño          | 4 de agosto | 19:00     |           |           |           |           |
| Génesis            | 0 - 0     | Motagua       | Carlos Miranda   | 5 de agosto | 15:00     |           |           |           |           |
| UPNFM              | 2 - 0     | Real Sociedad | Emilio Williams  | 5 de agosto | 17:00     |           |           |           |           |
| Olimpia            | 4 - 0     | Real España   | Chelato Uclés    | 5 de agosto | 19:00     |           |           |           |           |
| Marathón           | 2 - 0     | Vida          | Yankel Rosenthal | 6 de agosto | 15:00     |           |           |           |           |
| Total de goles: 10 |           |               |                  |             |           |           |           |           |           |

| Jornada 3          | Jornada 3 | Jornada 3     | Jornada 3        | Jornada 3    | Jornada 3 | Jornada 3 | Jornada 3 | Jornada 3 | Jornada 3 |
| Local              | Resultado | Visitante     | Estadio          | Fecha        | Hora      | TV        |           |           |           |
| ------------------ | --------- | ------------- | ---------------- | ------------ | --------- | --------- | --------- | --------- | --------- |
| Real España        | 2 - 1     | UPNFM         | Olímpico         | 11 de agosto | 19:00     |           |           |           |           |
| Olancho            | 2 - 1     | Vida          | Juan Ramón Brevé | 12 de agosto | 17:00     |           |           |           |           |
| Victoria           | 0 - 2     | Olimpia       | Ceibeño          | 12 de agosto | 19:30     |           |           |           |           |
| Motagua            | 3 - 0     | Marathón      | Chelato Uclés    | 13 de agosto | 17:00     |           |           |           |           |
| Génesis            | 2 - 2     | Real Sociedad | Carlos Miranda   | 13 de agosto | 19:00     |           |           |           |           |
| Total de goles: 15 |           |               |                  |              |           |           |           |           |           |

| Jornada 4          | Jornada 4 | Jornada 4   | Jornada 4          | Jornada 4    | Jornada 4 | Jornada 4 | Jornada 4 | Jornada 4 | Jornada 4 |
| Local              | Resultado | Visitante   | Estadio            | Fecha        | Hora      | TV        |           |           |           |
| ------------------ | --------- | ----------- | ------------------ | ------------ | --------- | --------- | --------- | --------- | --------- |
| Marathón           | 2 - 0     | Real España | Yankel Rosenthal   | 19 de agosto | 15:00     |           |           |           |           |
| UPNFM              | 1 - 0     | Génesis     | Emilio Williams    | 19 de agosto | 17:00     |           |           |           |           |
| Real Sociedad      | 1 - 0     | Victoria    | Francisco Martínez | 20 de agosto | 15:00     |           |           |           |           |
| Vida               | 3 - 3     | Motagua     | Ceibeño            | 20 de agosto | 18:00     |           |           |           |           |
| Olimpia            | 1 - 0     | Olancho     | Chelato Uclés      | 4 de octubre | 19:00     |           |           |           |           |
| Total de goles: 11 |           |             |                    |              |           |           |           |           |           |

| Jornada 5          | Jornada 5 | Jornada 5     | Jornada 5        | Jornada 5    | Jornada 5 | Jornada 5 | Jornada 5 | Jornada 5 | Jornada 5 |
| Local              | Resultado | Visitante     | Estadio          | Fecha        | Hora      | TV        |           |           |           |
| ------------------ | --------- | ------------- | ---------------- | ------------ | --------- | --------- | --------- | --------- | --------- |
| Vida               | 5 - 1     | UPNFM         | Ceibeño          | 25 de agosto | 16:30     |           |           |           |           |
| Motagua            | 0 - 2     | Olimpia       | Chelato Uclés    | 26 de agosto | 19:00     |           |           |           |           |
| Marathón           | 1 - 1     | Victoria      | Yankel Rosenthal | 27 de agosto | 15:00     |           |           |           |           |
| Génesis            | 2 - 1     | Real España   | Carlos Miranda   | 27 de agosto | 17:00     |           |           |           |           |
| Olancho            | 0 - 0     | Real Sociedad | Juan Ramón Breve | 28 de agosto | 10:00     |           |           |           |           |
| Total de goles: 13 |           |               |                  |              |           |           |           |           |           |

| Jornada 6          | Jornada 6 | Jornada 6 | Jornada 6          | Jornada 6       | Jornada 6 | Jornada 6 | Jornada 6 | Jornada 6 | Jornada 6 |
| Local              | Resultado | Visitante | Estadio            | Fecha           | Hora      | TV        |           |           |           |
| ------------------ | --------- | --------- | ------------------ | --------------- | --------- | --------- | --------- | --------- | --------- |
| Victoria           | 3 - 1     | UPNFM     | Ceibeño            | 2 de septiembre | 18:00     |           |           |           |           |
| Olimpia            | 6 - 2     | Vida      | Chelato Uclés      | 2 de septiembre | 20:00     |           |           |           |           |
| Real Sociedad      | 2 - 0     | Marathón  | Francisco Martínez | 3 de septiembre | 15:00     |           |           |           |           |
| Olancho            | 1 - 2     | Génesis   | Juan Ramón Brevé   | 3 de septiembre | 16:00     |           |           |           |           |
| Real España        | 3 - 3     | Motagua   | Olímpico           | 3 de septiembre | 17:00     |           |           |           |           |
| Total de goles: 23 |           |           |                    |                 |           |           |           |           |           |

| Jornada 7          | Jornada 7 | Jornada 7   | Jornada 7          | Jornada 7        | Jornada 7 | Jornada 7 | Jornada 7 | Jornada 7 | Jornada 7 |
| Local              | Resultado | Visitante   | Estadio            | Fecha            | Hora      | TV        |           |           |           |
| ------------------ | --------- | ----------- | ------------------ | ---------------- | --------- | --------- | --------- | --------- | --------- |
| Marathón           | 2 - 1     | Génesis     | Yankel Rosenthal   | 13 de septiembre | 15:30     |           |           |           |           |
| UPNFM              | 3 - 3     | Olimpia     | Emilio Williams    | 13 de septiembre | 18:00     |           |           |           |           |
| Motagua            | 1 - 0     | Olancho     | Marcelo Tinoco     | 13 de septiembre | 18:00     |           |           |           |           |
| Real Sociedad      | 2 - 1     | Real España | Francisco Martínez | 13 de septiembre | 19:00     |           |           |           |           |
| Victoria           | 1 - 2     | Vida        | Ceibeño            | 14 de septiembre | 19:30     |           |           |           |           |
| Total de goles: 16 |           |             |                    |                  |           |           |           |           |           |

| Jornada 8         | Jornada 8 | Jornada 8     | Jornada 8        | Jornada 8        | Jornada 8 | Jornada 8 | Jornada 8 | Jornada 8 | Jornada 8 |
| Local             | Resultado | Visitante     | Estadio          | Fecha            | Hora      | TV        |           |           |           |
| ----------------- | --------- | ------------- | ---------------- | ---------------- | --------- | --------- | --------- | --------- | --------- |
| Olancho           | 2 - 1     | UPNFM         | Juan Ramón Brevé | 16 de septiembre | 16:00     |           |           |           |           |
| Motagua           | 0 - 0     | Real Sociedad | Chelato Uclés    | 16 de septiembre | 19:00     |           |           |           |           |
| Marathón          | 0 - 1     | Olimpia       | Yankel Rosenthal | 17 de septiembre | 15:00     |           |           |           |           |
| Vida              | 1 - 0     | Real España   | Ceibeño          | 17 de septiembre | 17:00     |           |           |           |           |
| Génesis           | 3 - 1     | Victoria      | Carlos Miranda   | 17 de septiembre | 19:00     |           |           |           |           |
| Total de goles: 9 |           |               |                  |                  |           |           |           |           |           |

| Jornada 9          | Jornada 9 | Jornada 9 | Jornada 9          | Jornada 9        | Jornada 9 | Jornada 9 | Jornada 9 | Jornada 9 | Jornada 9 |
| Local              | Resultado | Visitante | Estadio            | Fecha            | Hora      | TV        |           |           |           |
| ------------------ | --------- | --------- | ------------------ | ---------------- | --------- | --------- | --------- | --------- | --------- |
| Victoria           | 0 - 4     | Motagua   | Ceibeño            | 20 de septiembre | 18:00     |           |           |           |           |
| Real España        | 3 - 1     | Olancho   | Olímpico           | 20 de septiembre | 20:00     |           |           |           |           |
| UPNFM              | 1 - 3     | Marathón  | Emilio Williams    | 21 de septiembre | 18:00     |           |           |           |           |
| Real Sociedad      | 0 - 0     | Vida      | Francisco Martínez | 21 de septiembre | 19:00     |           |           |           |           |
| Olimpia            | 4 - 1     | Génesis   | Chelato Uclés      | 21 de septiembre | 20:00     |           |           |           |           |
| Total de goles: 17 |           |           |                    |                  |           |           |           |           |           |

| Jornada 10         | Jornada 10 | Jornada 10    | Jornada 10       | Jornada 10       | Jornada 10 | Jornada 10 | Jornada 10 | Jornada 10 | Jornada 10 |
| Local              | Resultado  | Visitante     | Estadio          | Fecha            | Hora       | TV         |            |            |            |
| ------------------ | ---------- | ------------- | ---------------- | ---------------- | ---------- | ---------- | ---------- | ---------- | ---------- |
| Victoria           | 4 - 3      | Real España   | Ceibeño          | 23 de septiembre | 19:00      |            |            |            |            |
| Marathón           | 0 - 2      | Olancho       | Yankel Rosenthal | 24 de septiembre | 15:00      |            |            |            |            |
| Olimpia            | 3 - 0      | Real Sociedad | Chelato Uclés    | 24 de septiembre | 17:00      |            |            |            |            |
| Génesis            | 1 - 2      | Vida          | Carlos Miranda   | 24 de septiembre | 19:00      |            |            |            |            |
| UPNFM              | 1 - 4      | Motagua       | Emilio Williams  | 8 de noviembre   | 18:00      |            |            |            |            |
| Total de goles: 20 |            |               |                  |                  |            |            |            |            |            |

| Jornada 11        | Jornada 11 | Jornada 11 | Jornada 11         | Jornada 11       | Jornada 11 | Jornada 11 | Jornada 11 | Jornada 11 | Jornada 11 |
| Local             | Resultado  | Visitante  | Estadio            | Fecha            | Hora       | TV         |            |            |            |
| ----------------- | ---------- | ---------- | ------------------ | ---------------- | ---------- | ---------- | ---------- | ---------- | ---------- |
| Motagua           | 1 - 0      | Génesis    | Chelato Uclés      | 29 de septiembre | 19:00      |            |            |            |            |
| Olancho           | 0 - 2      | Victoria   | Juan Ramón Brevé   | 30 de septiembre | 16:00      |            |            |            |            |
| Real Sociedad     | 2 - 0      | UPNFM      | Francisco Martínez | 30 de septiembre | 18:00      |            |            |            |            |
| Vida              | 1 - 1      | Marathón   | Ceibeño            | 30 de septiembre | 20:00      |            |            |            |            |
| Real España       | 0 - 1      | Olimpia    | Olímpico           | 1 de octubre     | 18:00      |            |            |            |            |
| Total de goles: 8 |            |            |                    |                  |            |            |            |            |            |

| Jornada 12         | Jornada 12 | Jornada 12  | Jornada 12         | Jornada 12   | Jornada 12 | Jornada 12 | Jornada 12 | Jornada 12 | Jornada 12 |
| Local              | Resultado  | Visitante   | Estadio            | Fecha        | Hora       | TV         |            |            |            |
| ------------------ | ---------- | ----------- | ------------------ | ------------ | ---------- | ---------- | ---------- | ---------- | ---------- |
| Marathón           | 2 - 1      | Motagua     | Yankel Rosenthal   | 7 de octubre | 15:00      |            |            |            |            |
| UPNFM              | 1 - 3      | Real España | Emilio Williams    | 7 de octubre | 17:00      |            |            |            |            |
| Vida               | 0 - 0      | Olancho     | Ceibeño            | 7 de octubre | 20:00      |            |            |            |            |
| Olimpia            | 1 - 1      | Victoria    | Chelato Uclés      | 8 de octubre | 17:00      |            |            |            |            |
| Real Sociedad      | 0 - 1      | Génesis     | Francisco Martínez | 8 de octubre | 19:00      |            |            |            |            |
| Total de goles: 10 |            |             |                    |              |            |            |            |            |            |

| Jornada 13        | Jornada 13 | Jornada 13    | Jornada 13       | Jornada 13    | Jornada 13 | Jornada 13 | Jornada 13 | Jornada 13 | Jornada 13 |
| Local             | Resultado  | Visitante     | Estadio          | Fecha         | Hora       | TV         |            |            |            |
| ----------------- | ---------- | ------------- | ---------------- | ------------- | ---------- | ---------- | ---------- | ---------- | ---------- |
| Génesis           | 1 - 0      | UPNFM         | Carlos Miranda   | 17 de octubre | 19:00      |            |            |            |            |
| Olancho           | 0 - 1      | Olimpia       | Juan Ramón Brevé | 18 de octubre | 18:00      |            |            |            |            |
| Motagua           | 3 - 0      | Vida          | Chelato Uclés    | 18 de octubre | 20:00      |            |            |            |            |
| Victoria          | 0 - 0      | Real Sociedad | Ceibeño          | 19 de octubre | 17:00      |            |            |            |            |
| Real España       | 1 - 2      | Marathón      | Olímpico         | 19 de octubre | 19:00      |            |            |            |            |
| Total de goles: 8 |            |               |                  |               |            |            |            |            |            |

| Jornada 14        | Jornada 14 | Jornada 14 | Jornada 14         | Jornada 14    | Jornada 14 | Jornada 14 | Jornada 14 | Jornada 14 | Jornada 14 |
| Local             | Resultado  | Visitante  | Estadio            | Fecha         | Hora       | TV         |            |            |            |
| ----------------- | ---------- | ---------- | ------------------ | ------------- | ---------- | ---------- | ---------- | ---------- | ---------- |
| UPNFM             | 2 - 1      | Vida       | Emilio Williams    | 21 de octubre | 17:00      |            |            |            |            |
| Real Sociedad     | 0 - 1      | Olancho    | Francisco Martínez | 22 de octubre | 15:00      |            |            |            |            |
| Olimpia           | 3 - 0      | Motagua    | Chelato Uclés      | 22 de octubre | 17:00      |            |            |            |            |
| Victoria          | 0 - 1      | Marathón   | Ceibeño            | 22 de octubre | 19:00      |            |            |            |            |
| Real España       | 0 - 0      | Génesis    | Olímpico           | 23 de octubre | 19:00      |            |            |            |            |
| Total de goles: 8 |            |            |                    |               |            |            |            |            |            |

| Jornada 15         | Jornada 15 | Jornada 15    | Jornada 15       | Jornada 15    | Jornada 15 | Jornada 15 | Jornada 15 | Jornada 15 | Jornada 15 |
| Local              | Resultado  | Visitante     | Estadio          | Fecha         | Hora       | TV         |            |            |            |
| ------------------ | ---------- | ------------- | ---------------- | ------------- | ---------- | ---------- | ---------- | ---------- | ---------- |
| Vida               | 1 - 3      | Olimpia       | Ceibeño          | 28 de octubre | 17:00      |            |            |            |            |
| Motagua            | 4 - 1      | Real España   | Chelato Uclés    | 28 de octubre | 19:00      |            |            |            |            |
| Marathón           | 2 - 1      | Real Sociedad | Yankel Rosenthal | 29 de octubre | 15:00      |            |            |            |            |
| Génesis            | 2 - 2      | Olancho       | Carlos Miranda   | 29 de octubre | 17:00      |            |            |            |            |
| UPNFM              | 1 - 0      | Victoria      | Emilio Williams  | 29 de octubre | 19:00      |            |            |            |            |
| Total de goles: 17 |            |               |                  |               |            |            |            |            |            |

| Jornada 16         | Jornada 16 | Jornada 16    | Jornada 16       | Jornada 16     | Jornada 16 | Jornada 16 | Jornada 16 | Jornada 16 | Jornada 16 |
| Local              | Resultado  | Visitante     | Estadio          | Fecha          | Hora       | TV         |            |            |            |
| ------------------ | ---------- | ------------- | ---------------- | -------------- | ---------- | ---------- | ---------- | ---------- | ---------- |
| Génesis            | 0 - 1      | Marathón      | Carlos Miranda   | 4 de noviembre | 17:00      |            |            |            |            |
| Olancho            | 0 - 1      | Motagua       | Juan Ramón Brevé | 5 de noviembre | 16:00      |            |            |            |            |
| Olimpia            | 3 - 1      | UPNFM         | Chelato Uclés    | 5 de noviembre | 18:00      |            |            |            |            |
| Real España        | 1 - 0      | Real Sociedad | Olímpico         | 8 de noviembre | 16:00      |            |            |            |            |
| Vida               | 3 - 2      | Victoria      | Ceibeño          | 8 de noviembre | 20:00      |            |            |            |            |
| Total de goles: 12 |            |               |                  |                |            |            |            |            |            |

| Jornada 17         | Jornada 17 | Jornada 17 | Jornada 17         | Jornada 17      | Jornada 17 | Jornada 17 | Jornada 17 | Jornada 17 | Jornada 17 |
| Local              | Resultado  | Visitante  | Estadio            | Fecha           | Hora       | TV         |            |            |            |
| ------------------ | ---------- | ---------- | ------------------ | --------------- | ---------- | ---------- | ---------- | ---------- | ---------- |
| UPNFM              | 2 - 2      | Olancho    | Emilio Williams    | 11 de noviembre | 17:00      |            |            |            |            |
| Victoria           | 2 - 2      | Génesis    | Ceibeño            | 11 de noviembre | 19:00      |            |            |            |            |
| Real Sociedad      | 3 - 2      | Motagua    | Francisco Martínez | 12 de noviembre | 15:00      |            |            |            |            |
| Olimpia            | 5 - 1      | Marathón   | Chelato Uclés      | 12 de noviembre | 17:05      |            |            |            |            |
| Real España        | 3 - 1      | Vida       | Olímpico           | 12 de noviembre | 19:15      |            |            |            |            |
| Total de goles: 21 |            |            |                    |                 |            |            |            |            |            |

| Jornada 18         | Jornada 18 | Jornada 18    | Jornada 18       | Jornada 18      | Jornada 18 | Jornada 18 | Jornada 18 | Jornada 18 | Jornada 18 |
| Local              | Resultado  | Visitante     | Estadio          | Fecha           | Hora       | TV         |            |            |            |
| ------------------ | ---------- | ------------- | ---------------- | --------------- | ---------- | ---------- | ---------- | ---------- | ---------- |
| Marathón           | 3 - 0      | UPNFM         | Yankel Rosenthal | 25 de noviembre | 15:00      |            |            |            |            |
| Motagua            | 1 - 3      | Victoria      | Chelato Uclés    | 25 de noviembre | 15:00      |            |            |            |            |
| Vida               | 1 - 1      | Real Sociedad | Ceibeño          | 25 de noviembre | 15:00      |            |            |            |            |
| Génesis            | 1 - 2      | Olimpia       | Carlos Miranda   | 25 de noviembre | 15:00      |            |            |            |            |
| Olancho            | 1 - 1      | Real España   | Juan Ramón Brevé | 25 de noviembre | 15:00      |            |            |            |            |
| Total de goles: 14 |            |               |                  |                 |            |            |            |            |            |

## Fase final
|  | Repechaje                                              | Repechaje                                              | Repechaje                                              | Repechaje                                              | Repechaje                                              |   |    | Semifinales                                           | Semifinales                                           | Semifinales                                           | Semifinales                                           | Semifinales                                           |   |  | Final                                          | Final                                          | Final                                          | Final                                          | Final                                          |  |
|  | 29 y 30 de noviembre (ida) 2 y 3 de diciembre (vuelta) | 29 y 30 de noviembre (ida) 2 y 3 de diciembre (vuelta) | 29 y 30 de noviembre (ida) 2 y 3 de diciembre (vuelta) | 29 y 30 de noviembre (ida) 2 y 3 de diciembre (vuelta) | 29 y 30 de noviembre (ida) 2 y 3 de diciembre (vuelta) |   |    | 6 y 7 de diciembre (ida) 9 y 10 de diciembre (vuelta) | 6 y 7 de diciembre (ida) 9 y 10 de diciembre (vuelta) | 6 y 7 de diciembre (ida) 9 y 10 de diciembre (vuelta) | 6 y 7 de diciembre (ida) 9 y 10 de diciembre (vuelta) | 6 y 7 de diciembre (ida) 9 y 10 de diciembre (vuelta) |   |  | 17 de diciembre (ida) 21 de diciembre (vuelta) | 17 de diciembre (ida) 21 de diciembre (vuelta) | 17 de diciembre (ida) 21 de diciembre (vuelta) | 17 de diciembre (ida) 21 de diciembre (vuelta) | 17 de diciembre (ida) 21 de diciembre (vuelta) |  |
|  |                                                        |                                                        |                                                        |                                                        |                                                        |   |    |                                                       |                                                       |                                                       |                                                       |                                                       |   |  |                                                |                                                |                                                |                                                |                                                |  |
|  |                                                        |                                                        |                                                        |                                                        |                                                        |   |    |                                                       |                                                       |                                                       |                                                       |                                                       |   |  |                                                |                                                |                                                |                                                |                                                |  |
|  | 4°                                                     | Génesis                                                | 0                                                      | 3                                                      | 3                                                      |   |    |                                                       |                                                       |                                                       |                                                       |                                                       |   |  |                                                |                                                |                                                |                                                |                                                |  |
|  | 4°                                                     | Génesis                                                | 0                                                      | 3                                                      | 3                                                      |   |    |                                                       |                                                       |                                                       |                                                       |                                                       |   |  |                                                |                                                |                                                |                                                |                                                |  |
|  | 5°                                                     | Real Sociedad                                          | 0                                                      | 2                                                      | 2                                                      |   |    |                                                       |                                                       |                                                       |                                                       |                                                       |   |  |                                                |                                                |                                                |                                                |                                                |  |
|  | 5°                                                     | Real Sociedad                                          | 0                                                      | 2                                                      | 2                                                      |   | 1° | Olimpia                                               | 1                                                     | 2                                                     | 3                                                     |                                                       |   |  |                                                |                                                |                                                |                                                |                                                |  |
|  |                                                        |                                                        |                                                        |                                                        |                                                        |   | 1° | Olimpia                                               | 1                                                     | 2                                                     | 3                                                     |                                                       |   |  |                                                |                                                |                                                |                                                |                                                |  |
|  |                                                        |                                                        | 4°                                                     | Génesis                                                | 0                                                      | 0 | 0  |                                                       |                                                       |                                                       |                                                       |                                                       |   |  |                                                |                                                |                                                |                                                |                                                |  |
|  |                                                        |                                                        | 4°                                                     | Génesis                                                | 0                                                      | 0 | 0  |                                                       |                                                       |                                                       |                                                       |                                                       |   |  |                                                |                                                |                                                |                                                |                                                |  |
|  |                                                        |                                                        |                                                        |                                                        |                                                        |   |    |                                                       |                                                       |                                                       |                                                       |                                                       |   |  |                                                |                                                |                                                |                                                |                                                |  |
|  |                                                        |                                                        |                                                        |                                                        |                                                        |   |    |                                                       |                                                       |                                                       |                                                       |                                                       |   |  |                                                |                                                |                                                |                                                |                                                |  |
|  |                                                        |                                                        |                                                        |                                                        |                                                        |   |    |                                                       | 1°                                                    | Olimpia                                               | 0                                                     | 2                                                     | 2 |  |                                                |                                                |                                                |                                                |                                                |  |
|  |                                                        |                                                        |                                                        |                                                        |                                                        |   |    |                                                       |                                                       |                                                       |                                                       |                                                       | 2 |  |                                                |                                                |                                                |                                                |                                                |  |
|  |                                                        |                                                        | 3°                                                     | Motagua                                                | 0                                                      | 1 | 1  |                                                       |                                                       |                                                       |                                                       |                                                       |   |  |                                                |                                                |                                                |                                                |                                                |  |
|  | 3°                                                     | Motagua                                                | 3°                                                     | Motagua                                                | 0                                                      | 1 | 1  | 2                                                     | 1                                                     | 3 (3)                                                 |                                                       |                                                       |   |  |                                                |                                                |                                                |                                                |                                                |  |
|  | 3°                                                     | Motagua                                                |                                                        |                                                        |                                                        |   |    |                                                       |                                                       | 3 (3)                                                 |                                                       |                                                       |   |  |                                                |                                                |                                                |                                                |                                                |  |
|  | 6°                                                     | Olancho                                                | 2                                                      | 1                                                      | 3 (0)                                                  |   |    |                                                       |                                                       |                                                       |                                                       |                                                       |   |  |                                                |                                                |                                                |                                                |                                                |  |
|  | 6°                                                     | Olancho                                                | 2                                                      | 1                                                      | 3 (0)                                                  |   | 2° | Marathón                                              | 1                                                     | 2                                                     | 3                                                     |                                                       |   |  |                                                |                                                |                                                |                                                |                                                |  |
|  |                                                        |                                                        |                                                        |                                                        |                                                        |   | 2° | Marathón                                              | 1                                                     | 2                                                     | 3                                                     |                                                       |   |  |                                                |                                                |                                                |                                                |                                                |  |
|  |                                                        |                                                        | 3°                                                     | Motagua                                                | 2                                                      | 2 | 4  |                                                       |                                                       |                                                       |                                                       |                                                       |   |  |                                                |                                                |                                                |                                                |                                                |  |
|  |                                                        |                                                        | 3°                                                     | Motagua                                                | 2                                                      | 2 | 4  |                                                       |                                                       |                                                       |                                                       |                                                       |   |  |                                                |                                                |                                                |                                                |                                                |  |
|  |                                                        |                                                        |                                                        |                                                        |                                                        |   |    |                                                       |                                                       |                                                       |                                                       |                                                       |   |  |                                                |                                                |                                                |                                                |                                                |  |
|  |                                                        |                                                        |                                                        |                                                        |                                                        |   |    |                                                       |                                                       |                                                       |                                                       |                                                       |   |  |                                                |                                                |                                                |                                                |                                                |  |
|  |                                                        |                                                        |                                                        |                                                        |                                                        |   |    |                                                       |                                                       |                                                       |                                                       |                                                       |   |  |                                                |                                                |                                                |                                                |                                                |  |
|  |                                                        |                                                        |                                                        |                                                        |                                                        |   |    |                                                       |                                                       |                                                       |                                                       |                                                       |   |  |                                                |                                                |                                                |                                                |                                                |  |

### Repechajes
| 29 de noviembre de 2023, 19:00 | Real Sociedad | 0:0     | Génesis | Estadio Francisco Martínez, Tocoa. |                            |
|                                |               | Reporte |         | Árbitro(s): Nelson Salgado         | Árbitro(s): Nelson Salgado |

| 2 de diciembre de 2023, 19:00 | Génesis                                 | 3:2 (2:0) (Global 3:2) | Real Sociedad            | Estadio Carlos Miranda, Comayagua. |                        |
|                               | Moreira 39' · Gutiérrez 44' · Reyes 48' | Reporte                | Martínez 50' · Ortiz 72' | Árbitro(s): Luis Mejía             | Árbitro(s): Luis Mejía |

| 30 de noviembre de 2023,19:00 | Olancho                | 2:2 (2:1) | Motagua                 | Estadio Juan Ramón Brevé, Juticalpa. |                           |
|                               | Abott 14' · Tejeda 37' | Reporte   | Campana 12' · Mejía 65' | Árbitro(s): Said Martínez            | Árbitro(s): Said Martínez |

| 3 de diciembre de 2023, 19:00 | Motagua                      | 1:1 (0:0) (3:0 p.)(Global 3:3) | Olancho                       | Estadio Chelato Uclés, Tegucigalpa. |                              |
|                               | Argueta 84'                  | Reporte                        | Monico 71'                    | Árbitro(s): Melvin Matamoros        | Árbitro(s): Melvin Matamoros |
|                               |                              | Tiros desde el punto penal     |                               |                                     |                              |
|                               | Auzmendi · Meléndez · Santos |                                | Fernández · Soda · Altamirano |                                     |                              |

### Semifinales
| 7 de diciembre de 2023, 19:00 | Génesis | 0:1 (0:1) | Olimpia   | Estadio Carlos Miranda, Comayagua. |                              |
|                               |         | Reporte   | Pinto 27' | Árbitro(s): Melvin Matamoros       | Árbitro(s): Melvin Matamoros |

| 10 de diciembre de 2023, 16:00 | Olimpia                 | 2:0 (1:0) (Global 3:0) | Génesis | Estadio Chelato Uclés, Tegucigalpa. |                           |
|                                | Bengtson 20' · Moya 90' | Reporte                |         | Árbitro(s): Said Martínez           | Árbitro(s): Said Martínez |

| 6 de diciembre de 2023, 19:00 | Motagua                 | 2:1 (1:0) | Marathón     | Estadio Chelato Uclés, Tegucigalpa. |                            |
|                               | Auzmendi 18' (pen.) 56' | Reporte   | Castillo 49' | Árbitro(s): Nelson Salgado          | Árbitro(s): Nelson Salgado |

| 9 de diciembre de 2023, 15:00 | Marathón                        | 2:2 (0:2) (Global 3:4) | Motagua                    | Estadio Yankel Rosenthal, San Pedro Sula. |                          |
|                               | C. Zuniga 80' (pen.) 87' (pen.) | Reporte                | Mejia 33' · Delgado 45 +2' | Árbitro(s): Selvin Brown                  | Árbitro(s): Selvin Brown |

### Final
| 17 de diciembre de 2023, 17:00 | Motagua | 0:0     | Olimpia | Estadio Chelato Uclés, Tegucigalpa.                        |                                                            |
|                                |         | Reporte |         | Asistencia: 13 768 espectadores Árbitro(s): Nelson Salgado | Asistencia: 13 768 espectadores Árbitro(s): Nelson Salgado |

| 21 de diciembre de 2023, 19:00 | Olimpia                       | 2:1 (0:1) (Global 2:1) | Motagua     | Estadio Chelato Uclés, Tegucigalpa.                       |                                                           |
|                                | Bengtson 48' · Arboleda 90+2' | Reporte                | Delgado 11' | Asistencia: 19 190 espectadores Árbitro(s): Saíd Martínez | Asistencia: 19 190 espectadores Árbitro(s): Saíd Martínez |

### Final Ida
| 19    | POR   | Jonathan Rougier   |     |
| 2     | DEF   | Kevin Álvarez      |     |
| 3     | DEF   | Carlos Meléndez    |     |
| 6     | DEF   | Riky Zapata        |     |
| 14    | DEF   | Carlos Argueta     | 81' |
| 17    | DEF   | Wesly Decas        |     |
| 8     | MED   | Walter Martínez    |     |
| 12    | MED   | Marcelo Santos     |     |
| 23    | MED   | Juan Ángel Delgado |     |
| 10    | DEL   | Yeison Mejía       |     |
| 11    | DEL   | Agustín Auzmendi   |     |
| D. T. | D. T. | Diego Vázquez      |     |

| 1     | POR   | Edrick Menjívar  |     |
| 2     | DEF   | Maylor Núñez     |     |
| 16    | DEF   | Julián Martínez  |     |
| 17    | DEF   | Jonathan Paz     |     |
| 31    | DEF   | Carlos Sánchez   |     |
| 7     | MED   | José Mario Pinto | 81' |
| 8     | MED   | Edwin Rodríguez  | 67' |
| 23    | MED   | Jorge Álvarez    |     |
| 32    | MED   | Carlos Pineda    |     |
| 9     | DEL   | Jorge Benguché   |     |
| 27    | DEL   | Jerry Bengtson   | 67' |
| D. T. | D. T. | Pedro Troglio    |     |

| 24 | MED | Antony García | 81' |

| 12 | MED | Gabriel Araújo  | 67' |
| 19 | DEL | Yustin Arboleda | 67' |
| 30 | MED | Edwin Solano    | 81' |

| 74' · 90+6' | J. Delgado K. Álvarez |

| 59' · 62' · 68' · 90+6' · 90+6' | E. Rodríguez M. Núñez C. Pineda Y. Arboleda C. Sánchez |

| Principal  | Nelson Salgado  |
| Asistentes | Gerson Orellana |
|            | José Espinoza   |
| Cuarto     | Armando Castro  |
| Quinto     | Wilson Matute   |

| 19    | POR   | Jonathan Rougier   |     |
| 2     | DEF   | Kevin Álvarez      |     |
| 3     | DEF   | Carlos Meléndez    |     |
| 6     | DEF   | Riky Zapata        |     |
| 14    | DEF   | Carlos Argueta     | 81' |
| 17    | DEF   | Wesly Decas        |     |
| 8     | MED   | Walter Martínez    |     |
| 12    | MED   | Marcelo Santos     |     |
| 23    | MED   | Juan Ángel Delgado |     |
| 10    | DEL   | Yeison Mejía       |     |
| 11    | DEL   | Agustín Auzmendi   |     |
| D. T. | D. T. | Diego Vázquez      |     |

| 1     | POR   | Edrick Menjívar  |     |
| 2     | DEF   | Maylor Núñez     |     |
| 16    | DEF   | Julián Martínez  |     |
| 17    | DEF   | Jonathan Paz     |     |
| 31    | DEF   | Carlos Sánchez   |     |
| 7     | MED   | José Mario Pinto | 81' |
| 8     | MED   | Edwin Rodríguez  | 67' |
| 23    | MED   | Jorge Álvarez    |     |
| 32    | MED   | Carlos Pineda    |     |
| 9     | DEL   | Jorge Benguché   |     |
| 27    | DEL   | Jerry Bengtson   | 67' |
| D. T. | D. T. | Pedro Troglio    |     |

| 24 | MED | Antony García | 81' |

| 12 | MED | Gabriel Araújo  | 67' |
| 19 | DEL | Yustin Arboleda | 67' |
| 30 | MED | Edwin Solano    | 81' |

| 74' · 90+6' | J. Delgado K. Álvarez |

| 59' · 62' · 68' · 90+6' · 90+6' | E. Rodríguez M. Núñez C. Pineda Y. Arboleda C. Sánchez |

| Principal  | Nelson Salgado  |
| Asistentes | Gerson Orellana |
|            | José Espinoza   |
| Cuarto     | Armando Castro  |
| Quinto     | Wilson Matute   |

| 19    | POR   | Jonathan Rougier   |     |
| 2     | DEF   | Kevin Álvarez      |     |
| 3     | DEF   | Carlos Meléndez    |     |
| 6     | DEF   | Riky Zapata        |     |
| 14    | DEF   | Carlos Argueta     | 81' |
| 17    | DEF   | Wesly Decas        |     |
| 8     | MED   | Walter Martínez    |     |
| 12    | MED   | Marcelo Santos     |     |
| 23    | MED   | Juan Ángel Delgado |     |
| 10    | DEL   | Yeison Mejía       |     |
| 11    | DEL   | Agustín Auzmendi   |     |
| D. T. | D. T. | Diego Vázquez      |     |

| 1     | POR   | Edrick Menjívar  |     |
| 2     | DEF   | Maylor Núñez     |     |
| 16    | DEF   | Julián Martínez  |     |
| 17    | DEF   | Jonathan Paz     |     |
| 31    | DEF   | Carlos Sánchez   |     |
| 7     | MED   | José Mario Pinto | 81' |
| 8     | MED   | Edwin Rodríguez  | 67' |
| 23    | MED   | Jorge Álvarez    |     |
| 32    | MED   | Carlos Pineda    |     |
| 9     | DEL   | Jorge Benguché   |     |
| 27    | DEL   | Jerry Bengtson   | 67' |
| D. T. | D. T. | Pedro Troglio    |     |

| 24 | MED | Antony García | 81' |

| 12 | MED | Gabriel Araújo  | 67' |
| 19 | DEL | Yustin Arboleda | 67' |
| 30 | MED | Edwin Solano    | 81' |

| 74' · 90+6' | J. Delgado K. Álvarez |

| 59' · 62' · 68' · 90+6' · 90+6' | E. Rodríguez M. Núñez C. Pineda Y. Arboleda C. Sánchez |

| Principal  | Nelson Salgado  |
| Asistentes | Gerson Orellana |
|            | José Espinoza   |
| Cuarto     | Armando Castro  |
| Quinto     | Wilson Matute   |

| 19    | POR   | Jonathan Rougier   |     |
| 2     | DEF   | Kevin Álvarez      |     |
| 3     | DEF   | Carlos Meléndez    |     |
| 6     | DEF   | Riky Zapata        |     |
| 14    | DEF   | Carlos Argueta     | 81' |
| 17    | DEF   | Wesly Decas        |     |
| 8     | MED   | Walter Martínez    |     |
| 12    | MED   | Marcelo Santos     |     |
| 23    | MED   | Juan Ángel Delgado |     |
| 10    | DEL   | Yeison Mejía       |     |
| 11    | DEL   | Agustín Auzmendi   |     |
| D. T. | D. T. | Diego Vázquez      |     |

| 1     | POR   | Edrick Menjívar  |     |
| 2     | DEF   | Maylor Núñez     |     |
| 16    | DEF   | Julián Martínez  |     |
| 17    | DEF   | Jonathan Paz     |     |
| 31    | DEF   | Carlos Sánchez   |     |
| 7     | MED   | José Mario Pinto | 81' |
| 8     | MED   | Edwin Rodríguez  | 67' |
| 23    | MED   | Jorge Álvarez    |     |
| 32    | MED   | Carlos Pineda    |     |
| 9     | DEL   | Jorge Benguché   |     |
| 27    | DEL   | Jerry Bengtson   | 67' |
| D. T. | D. T. | Pedro Troglio    |     |

| 24 | MED | Antony García | 81' |

| 12 | MED | Gabriel Araújo  | 67' |
| 19 | DEL | Yustin Arboleda | 67' |
| 30 | MED | Edwin Solano    | 81' |

| 74' · 90+6' | J. Delgado K. Álvarez |

| 59' · 62' · 68' · 90+6' · 90+6' | E. Rodríguez M. Núñez C. Pineda Y. Arboleda C. Sánchez |

| Principal  | Nelson Salgado  |
| Asistentes | Gerson Orellana |
|            | José Espinoza   |
| Cuarto     | Armando Castro  |
| Quinto     | Wilson Matute   |

### Final Vuelta
| 1     | POR   | Edrick Menjívar  |     |
| 2     | DEF   | Maylor Núñez     | 64' |
| 16    | DEF   | Julián Martínez  |     |
| 17    | DEF   | Jonathan Paz     |     |
| 31    | DEF   | Carlos Sánchez   | 46' |
| 7     | MED   | José Mario Pinto |     |
| 8     | MED   | Edwin Rodríguez  |     |
| 23    | MED   | Jorge Álvarez    |     |
| 32    | MED   | Carlos Pineda    |     |
| 19    | DEL   | Yustin Arboleda  |     |
| 27    | DEL   | Jerry Bengtson   |     |
| D. T. | D. T. | Pedro Troglio    |     |

| 19    | POR   | Jonathan Rougier   |       |
| 2     | DEF   | Kevin Álvarez      | 90+6' |
| 3     | DEF   | Carlos Meléndez    |       |
| 6     | DEF   | Riky Zapata        |       |
| 14    | DEF   | Carlos Argueta     |       |
| 17    | MED   | Wesly Decas        |       |
| 8     | MED   | Walter Martínez    |       |
| 12    | MED   | Marcelo Santos     |       |
| 23    | MED   | Juan Ángel Delgado |       |
| 10    | DEL   | Yeison Mejía       |       |
| 11    | DEL   | Agustín Auzmendi   |       |
| D. T. | D. T. | Diego Vázquez      |       |

| 12 | MED | Gabriel Araújo | 46' |
| 20 | MED | Axel Maldonado | 64' |

| 18 | DEL | Lucas Campana | 90+6' |

| 48' · 90+2' | Bengtson Arboleda | 1:1 2:1 |

| 11' | Delgado | 0:1 |

| 39' · 90+2' | C. Sánchez Y. Arboleda |

| 21' · 32' · 44' · 45+1' · 81' | K. Álvarez W. Martínez M. Santos J. Delgado C. Argueta |

| Principal  | Said Martínez     |
| Asistentes | Walter López      |
|            | Elder Oliva       |
| Cuarto     | Jefferson Escobar |
| Quinto     | Rafael García     |

| 1     | POR   | Edrick Menjívar  |     |
| 2     | DEF   | Maylor Núñez     | 64' |
| 16    | DEF   | Julián Martínez  |     |
| 17    | DEF   | Jonathan Paz     |     |
| 31    | DEF   | Carlos Sánchez   | 46' |
| 7     | MED   | José Mario Pinto |     |
| 8     | MED   | Edwin Rodríguez  |     |
| 23    | MED   | Jorge Álvarez    |     |
| 32    | MED   | Carlos Pineda    |     |
| 19    | DEL   | Yustin Arboleda  |     |
| 27    | DEL   | Jerry Bengtson   |     |
| D. T. | D. T. | Pedro Troglio    |     |

| 19    | POR   | Jonathan Rougier   |       |
| 2     | DEF   | Kevin Álvarez      | 90+6' |
| 3     | DEF   | Carlos Meléndez    |       |
| 6     | DEF   | Riky Zapata        |       |
| 14    | DEF   | Carlos Argueta     |       |
| 17    | MED   | Wesly Decas        |       |
| 8     | MED   | Walter Martínez    |       |
| 12    | MED   | Marcelo Santos     |       |
| 23    | MED   | Juan Ángel Delgado |       |
| 10    | DEL   | Yeison Mejía       |       |
| 11    | DEL   | Agustín Auzmendi   |       |
| D. T. | D. T. | Diego Vázquez      |       |

| 12 | MED | Gabriel Araújo | 46' |
| 20 | MED | Axel Maldonado | 64' |

| 18 | DEL | Lucas Campana | 90+6' |

| 48' · 90+2' | Bengtson Arboleda | 1:1 2:1 |

| 11' | Delgado | 0:1 |

| 39' · 90+2' | C. Sánchez Y. Arboleda |

| 21' · 32' · 44' · 45+1' · 81' | K. Álvarez W. Martínez M. Santos J. Delgado C. Argueta |

| Principal  | Said Martínez     |
| Asistentes | Walter López      |
|            | Elder Oliva       |
| Cuarto     | Jefferson Escobar |
| Quinto     | Rafael García     |

| 1     | POR   | Edrick Menjívar  |     |
| 2     | DEF   | Maylor Núñez     | 64' |
| 16    | DEF   | Julián Martínez  |     |
| 17    | DEF   | Jonathan Paz     |     |
| 31    | DEF   | Carlos Sánchez   | 46' |
| 7     | MED   | José Mario Pinto |     |
| 8     | MED   | Edwin Rodríguez  |     |
| 23    | MED   | Jorge Álvarez    |     |
| 32    | MED   | Carlos Pineda    |     |
| 19    | DEL   | Yustin Arboleda  |     |
| 27    | DEL   | Jerry Bengtson   |     |
| D. T. | D. T. | Pedro Troglio    |     |

| 19    | POR   | Jonathan Rougier   |       |
| 2     | DEF   | Kevin Álvarez      | 90+6' |
| 3     | DEF   | Carlos Meléndez    |       |
| 6     | DEF   | Riky Zapata        |       |
| 14    | DEF   | Carlos Argueta     |       |
| 17    | MED   | Wesly Decas        |       |
| 8     | MED   | Walter Martínez    |       |
| 12    | MED   | Marcelo Santos     |       |
| 23    | MED   | Juan Ángel Delgado |       |
| 10    | DEL   | Yeison Mejía       |       |
| 11    | DEL   | Agustín Auzmendi   |       |
| D. T. | D. T. | Diego Vázquez      |       |

| 12 | MED | Gabriel Araújo | 46' |
| 20 | MED | Axel Maldonado | 64' |

| 18 | DEL | Lucas Campana | 90+6' |

| 48' · 90+2' | Bengtson Arboleda | 1:1 2:1 |

| 11' | Delgado | 0:1 |

| 39' · 90+2' | C. Sánchez Y. Arboleda |

| 21' · 32' · 44' · 45+1' · 81' | K. Álvarez W. Martínez M. Santos J. Delgado C. Argueta |

| Principal  | Said Martínez     |
| Asistentes | Walter López      |
|            | Elder Oliva       |
| Cuarto     | Jefferson Escobar |
| Quinto     | Rafael García     |

| 1     | POR   | Edrick Menjívar  |     |
| 2     | DEF   | Maylor Núñez     | 64' |
| 16    | DEF   | Julián Martínez  |     |
| 17    | DEF   | Jonathan Paz     |     |
| 31    | DEF   | Carlos Sánchez   | 46' |
| 7     | MED   | José Mario Pinto |     |
| 8     | MED   | Edwin Rodríguez  |     |
| 23    | MED   | Jorge Álvarez    |     |
| 32    | MED   | Carlos Pineda    |     |
| 19    | DEL   | Yustin Arboleda  |     |
| 27    | DEL   | Jerry Bengtson   |     |
| D. T. | D. T. | Pedro Troglio    |     |

| 19    | POR   | Jonathan Rougier   |       |
| 2     | DEF   | Kevin Álvarez      | 90+6' |
| 3     | DEF   | Carlos Meléndez    |       |
| 6     | DEF   | Riky Zapata        |       |
| 14    | DEF   | Carlos Argueta     |       |
| 17    | MED   | Wesly Decas        |       |
| 8     | MED   | Walter Martínez    |       |
| 12    | MED   | Marcelo Santos     |       |
| 23    | MED   | Juan Ángel Delgado |       |
| 10    | DEL   | Yeison Mejía       |       |
| 11    | DEL   | Agustín Auzmendi   |       |
| D. T. | D. T. | Diego Vázquez      |       |

| 12 | MED | Gabriel Araújo | 46' |
| 20 | MED | Axel Maldonado | 64' |

| 18 | DEL | Lucas Campana | 90+6' |

| 48' · 90+2' | Bengtson Arboleda | 1:1 2:1 |

| 11' | Delgado | 0:1 |

| 39' · 90+2' | C. Sánchez Y. Arboleda |

| 21' · 32' · 44' · 45+1' · 81' | K. Álvarez W. Martínez M. Santos J. Delgado C. Argueta |

| Principal  | Said Martínez     |
| Asistentes | Walter López      |
|            | Elder Oliva       |
| Cuarto     | Jefferson Escobar |
| Quinto     | Rafael García     |

|                             |
| Campeón Olimpia 37.° título |

## Estadísticas

### Máximos goleadores
| Jugador          | Equipo      | Goles | Part. | Prom. | Min. | Frec.  |
| ---------------- | ----------- | ----- | ----- | ----- | ---- | ------ |
| Agustín Auzmendi | Motagua     | 16    | 24    | 0.67  | 1994 | 124.63 |
| Jerry Bengtson   | Olimpia     | 13    | 22    | 0.59  | 1446 | 111.23 |
| Roberto Moreira  | Génesis     | 8     | 21    | 0.38  | 1713 | 214.13 |
| Alexy Vega       | Victoria    | 8     | 17    | 0.47  | 1500 | 187.5  |
| Clayvin Zúniga   | Marathón    | 8     | 18    | 0.44  | 1430 | 178.75 |
| José Mario Pinto | Olimpia     | 7     | 21    | 0.33  | 1544 | 220.57 |
| Ramiro Rocca     | Real España | 7     | 13    | 0.54  | 641  | 91.57  |
| Lucas Campana    | Motagua     | 7     | 20    | 0.35  | 1035 | 147.86 |
| Gabriel Tellas   | Vida        | 7     | 17    | 0.41  | 1459 | 208.43 |
| Yustin Arboleda  | Olimpia     | 6     | 20    | 0.3   | 952  | 158.67 |

### Máximos asistentes
| Jugador         | Equipo  | Asistencias | Part. | Prom. | Min. | Frec.  |
| --------------- | ------- | ----------- | ----- | ----- | ---- | ------ |
| Edwin Rodríguez | Olimpia | 11          | 19    | 0.58  | 1362 | 123.82 |
| Kevin López     | Olimpia | 6           | 13    | 0.46  | 470  | 78.33  |
| Walter Martínez | Motagua | 4           | 22    | 0.18  | 1618 | 404.5  |
| Brian Visser    | Vida    | 4           | 16    | 0.25  | 1216 | 304    |
| Carlos Sánchez  | Olimpia | 4           | 14    | 0.29  | 1156 | 289    |

### Mejores porteros
| Jugador          | Equipo        | G.R. | Part. | G.P.  | Min. | Frec.   | V.I. | V.I.% |
| ---------------- | ------------- | ---- | ----- | ----- | ---- | ------- | ---- | ----- |
| Edrick Menjívar  | Olimpia       | 13   | 19    | 0.684 | 1710 | 131.538 | 8    | 12.5% |
| Jonathan Rougier | Motagua       | 19   | 23    | 1.211 | 2070 | 108.947 | 8    | 12.5% |
| Francisco Reyes  | Real Sociedad | 12   | 15    | 0.8   | 1314 | 109.5   | 6    | 16.7% |
| Harold Fonseca   | Olancho       | 18   | 18    | 1     | 1612 | 60      | 5    | 20%   |
| César Samudio    | Marathón      | 19   | 23    | 0.826 | 1710 | 90      | 5    | 20%   |

### Hat-tricks & Pókers
| Fecha      | Jugador        | Goles | Partido          |
| ---------- | -------------- | ----- | ---------------- |
| 12/11/2023 | Jerry Bengtson | 3     | Olimpia-Marathón |